# Esperidi

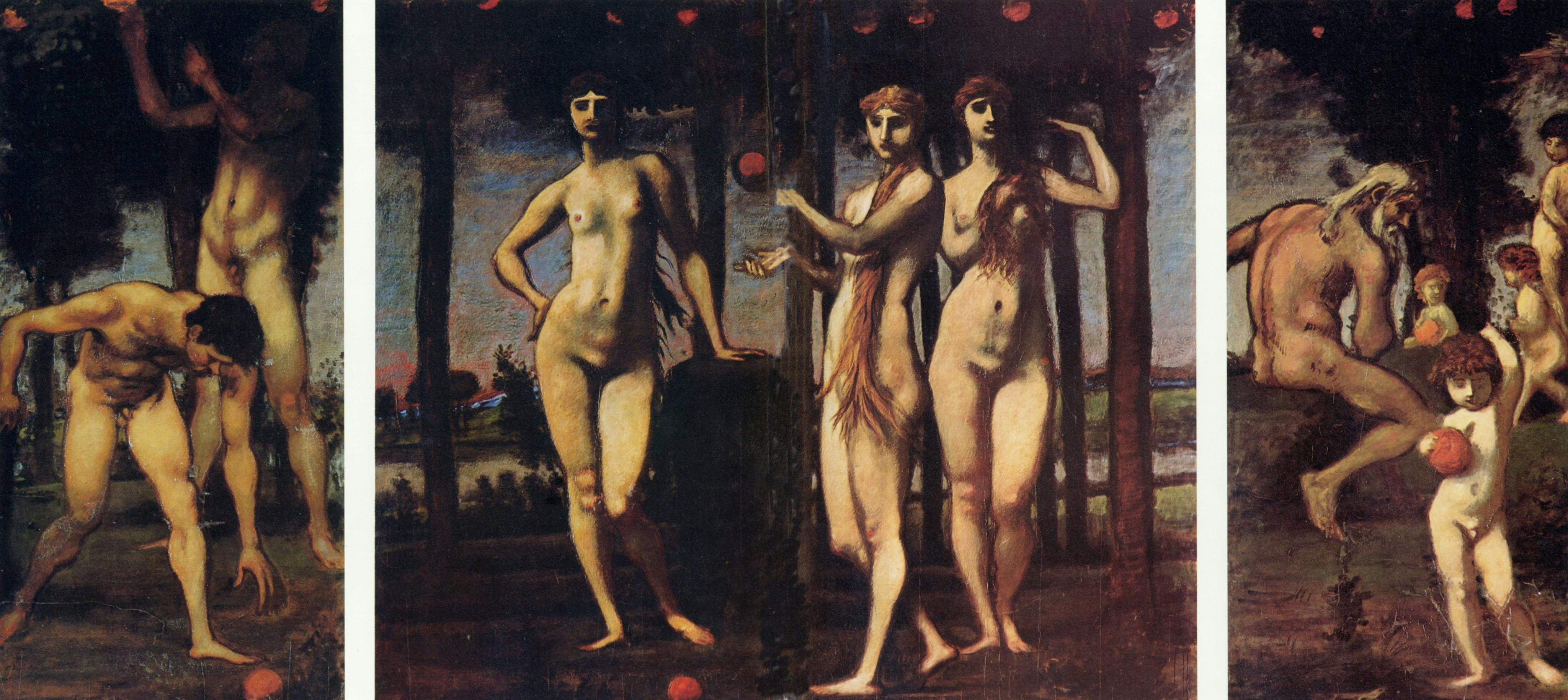
Hans von Marées, "Esperidi (trittico)", München, Neue Pinakothek

Le Esperidi sono figure della mitologia greca e secondo le leggende custodivano il giardino dei pomi d'oro di Era.

## Genealogia
Le Esperidi erano ninfe la cui genealogia varia a seconda delle versioni, poiché le più antiche le considerano figlie della Notte, e di Erebo, mentre versioni posteriori le fanno figlie del primo leggendario re della Mauretania, il titano Atlante o di Teti ed Oceano, oppure di Zeus e Temi, ma anche di Forco e Ceto.
Incerto è anche il loro numero, tanto che alcuni mitografi nominano cinque Esperidi, altri ne nominano sette. Chi sottolinea invece che erano tre, le collega alla triplice dea della Luna nel suo aspetto di sovrana della morte. I numeri riferiti vanno comunque da una ad undici. 

I nomi delle Esperidi principali sono: Egle, Esperetusa (o Esperia), Aretusa ed Eritea.

## Attività e caratteristiche

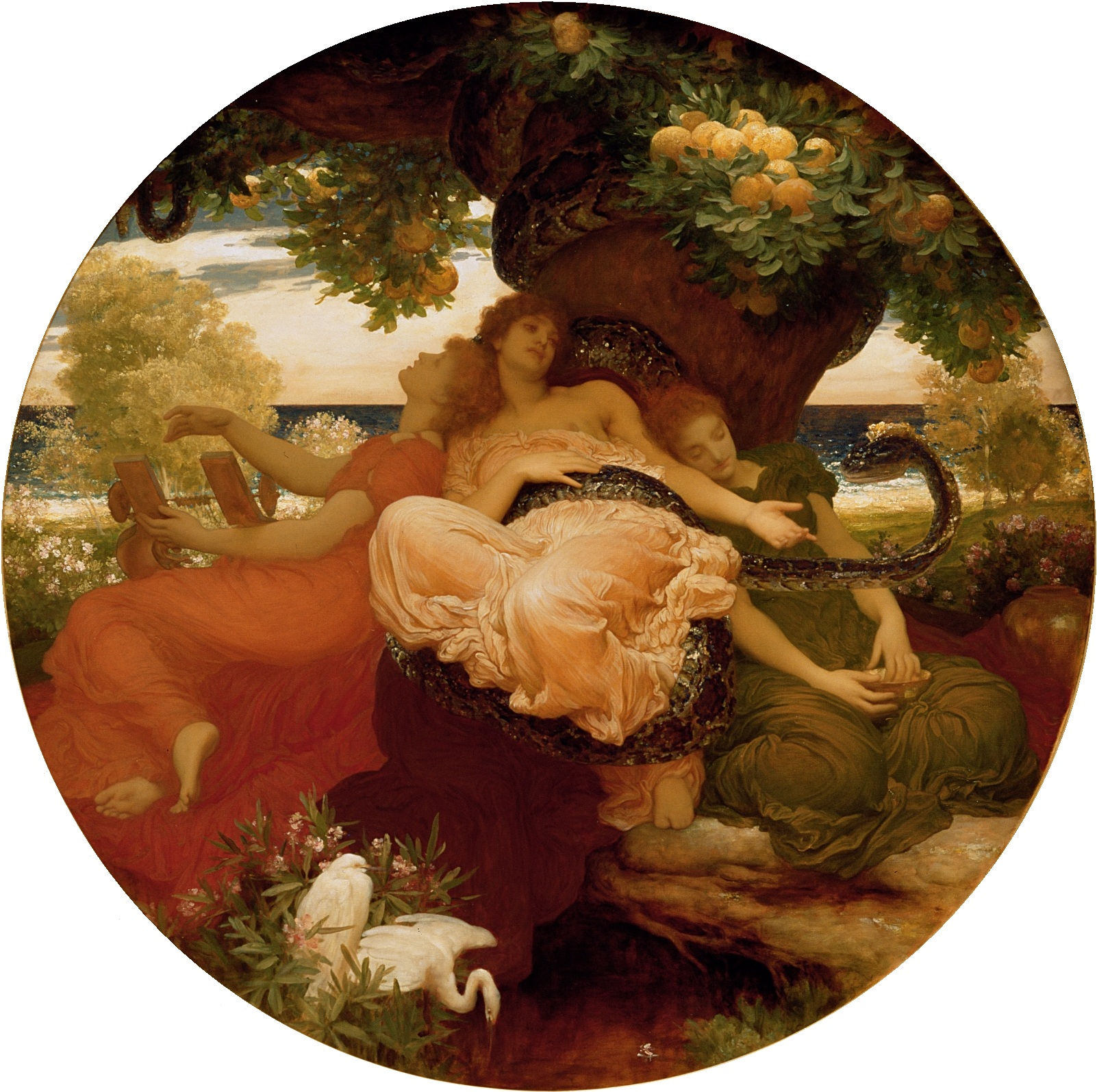
Il giardino delle Esperidi (1892) di Frederick Leighton

Nella mitologia greca viene spesso accennato il luogo dove si trovava il giardino, ad esempio nella mitologia di Perseo dove il re titano Atlante della Mauretania( un regno situato nell'odierno Marocco e Algeria occidentale) rifiuta di ospitarlo per la paura che rubi le mele dal giardino delle esperidi situato nel suo regno. Ogni autore le colloca geograficamente nell'estremo Occidente del mondo e della Libia e delle volte vengono collocato oltre (le colonne d'Ercole), probabilmente in Marocco o in qualche isola vicino ad esso, venendo così collegate ai colori del tramonto ed a quando il cielo assume quelli di un melo carico di frutti dorati. In tutti i racconti sono comunque custodi di oggetti magici ed è quindi possibile che le Esperidi siano associate a dei riti segreti e che si tenevano al sopraggiungere della sera. 

Anche il canto, insieme con la danza, è una delle caratteristiche a loro assegnate.
Atlante sosteneva la volta del cielo poco distante dalla terra delle figlie, ed Elio, divinità del sole, terminato il suo corso quotidiano, scendeva nel giardino (il sole tramonta infatti ad Occidente) e vi lasciava i cavalli del suo carro a pascolare e con loro riposava lì durante la notte.
Sono spesso associate al drago Ladone che stava costantemente arrotolato attorno al tronco dell'albero dei pomi d'oro.

## Vicende mitologiche
Una poco celebre vicenda narra che, strappate alla loro terra insieme con le loro greggi da alcuni pirati agli ordini di Busiride re d'Egitto, le Esperidi furono poi liberate da Eracle, che le restituì al padre Atlante, ottenendo quale ricompensa l'insegnamento dell'astronomia. Eracle compare pure in un altro racconto legato alle Esperidi. Per conquistare le preziose mele come da volontà del re Euristeo, Eracle dovette ricorrere all'aiuto di Atlante, e sostituirlo temporaneamente nel custodire i pilastri del cielo e portare il mondo sulle spalle. Ma il maggiore ostacolo era costituito da Ladone, che custodiva i pomi d'oro per volontà di Era. Non c'è accordo tra i mitografi sul fatto che Eracle abbia dovuto abbattere questa creatura che non chiudeva mai gli occhi, perché alcuni parlano di una consegna 'pacifica' dei frutti da parte di Atlante o delle stesse Esperidi.
Si racconta, d'altra parte, che Eracle uccise il serpente scoccando una freccia al di sopra delle mura del giardino costruite da Atlante. Era poté solo attenuare il suo dolore per la morte di Ladone ponendone l'immagine tra gli astri, come costellazione del Serpente; le mele colte da Eracle le vennero poi restituite da Euristeo. Secondo altre fonti, i pomi tornarono invece ad Eracle; questi, a sua volta, li diede ad Afrodite, come vedremo in seguito, oppure ad Atena: la dea decise infine di renderle ad Era, poiché non era corretto che venissero donate a chiunque. Vi è però una triste conclusione: il giorno successivo al compimento dell'impresa di Eracle, nello stesso giardino arrivarono a porre piede gli Argonauti, che assistettero alla trasformazione in alberi (un pioppo nero, un salice e un olmo) delle Esperidi, morte disperate per la perdita del loro tesoro e del loro amato custode-protettore.
I pomi aurei delle Esperidi compaiono pure nel mito di Atalanta, fanciulla velocissima nella corsa che sfidava i suoi pretendenti mettendo sé stessa come premio. Uno di questi corteggiatori era Melanione (o Ippomene) che, chiedendo aiuto ad Afrodite, ricevette dalla dea tre mele d'oro del Giardino delle Esperidi, che a sua volta Eracle le aveva regalato. Mentre si svolgeva la gara, Ippomene lanciò i pomi uno dopo l'altro a terra, così che Atalanta, irresistibilmente attratta, si fermò a raccoglierli perdendo la contesa.

## Iconografia
L'iconografia riguardante le Esperidi è sviluppata maggiormente sul tema di Eracle e le mele d'oro, mentre i soggetti pressoché infrequenti sono quelli del rapimento delle sorelle e la loro metamorfosi in alberi. Le figurazioni più antiche delle Esperidi giunte fino a noi sono quelle sui vasi attici a figure rosse del V secolo a.C., dove peraltro non appaiono molto frequentemente. Meno rare sono invece le rappresentazioni nella ceramica dell'Italia meridionale.
La produzione artistica caratterizzata dal soggetto delle Esperidi è molto scarsa, ma mai del tutto assente, durante il Rinascimento e per l'intero periodo che decorre dal XVII al XVIII secolo.
Soggetto analogo a quello delle Esperidi danzanti e tenentesi per mano è quello delle tre Grazie, la cui fortuna artistica fu tuttavia maggiore.
Le mele d'oro e il serpente Ladone sono gli attributi distintivi delle Esperidi, figurate come graziose fanciulle che il più delle volte compaiono in numero di tre e sono caratterizzate da un'espressione nostalgica. Rappresentate generalmente vestite a differenza delle Grazie, vengono collegate al tramonto e contengono perciò un alone di magico mistero.